# Bruges (Gironda)
 Bruges  es una población y comuna francesa, situada en la región de Aquitania, departamento de Gironda, en el distrito de Burdeos y cantón de Le Bouscat.

## Demografía
| 5349 | 6612 | 7610 | 7686 | 8753 | 10 610 |
| Para los censos de 1962 a 1999 la población legal corresponde a la población sin duplicidades (Fuente: INSEE [Consultar]) |      |      |      |      |        |